# Lourembam Brojeshori Devi
Lourembam Brojeshori Devi (ur. 1 stycznia 1981, zm. 21 lipca 2013) – indyjska judoczka. Olimpijka z Sydney 2000, gdzie zajęła dziewiąte miejsce w kategorii 52 kg. Piąta na igrzyskach wspólnoty narodów w 2002. Triumfatorka igrzysk południowej Azji z 2006 i 2010. Mistrzyni Azji Południowej w 2005 roku. 
Zmarła z powodu nadmiernego krwawienia spowodowanego ciążą pozamaciczną.
- Turniej w Sydney 2000

Wygrała z zawodniczką Bośni Arijaną Jahą i Liechtensteinu Ulrike Kaiser a przegrała z Rumunką Ioaną Dineą-Aluaş i Chinką Liu Yuxiang.